# Bledius furcatus
Bledius furcatus är en skalbaggsart som först beskrevs av Olivier 1811.  Bledius furcatus ingår i släktet Bledius, och familjen kortvingar. Enligt den svenska rödlistan är arten sårbar i Sverige. Arten förekommer i Götaland och Svealand. Artens livsmiljö är havsstränder, våtmarker.

## Bildgalleri

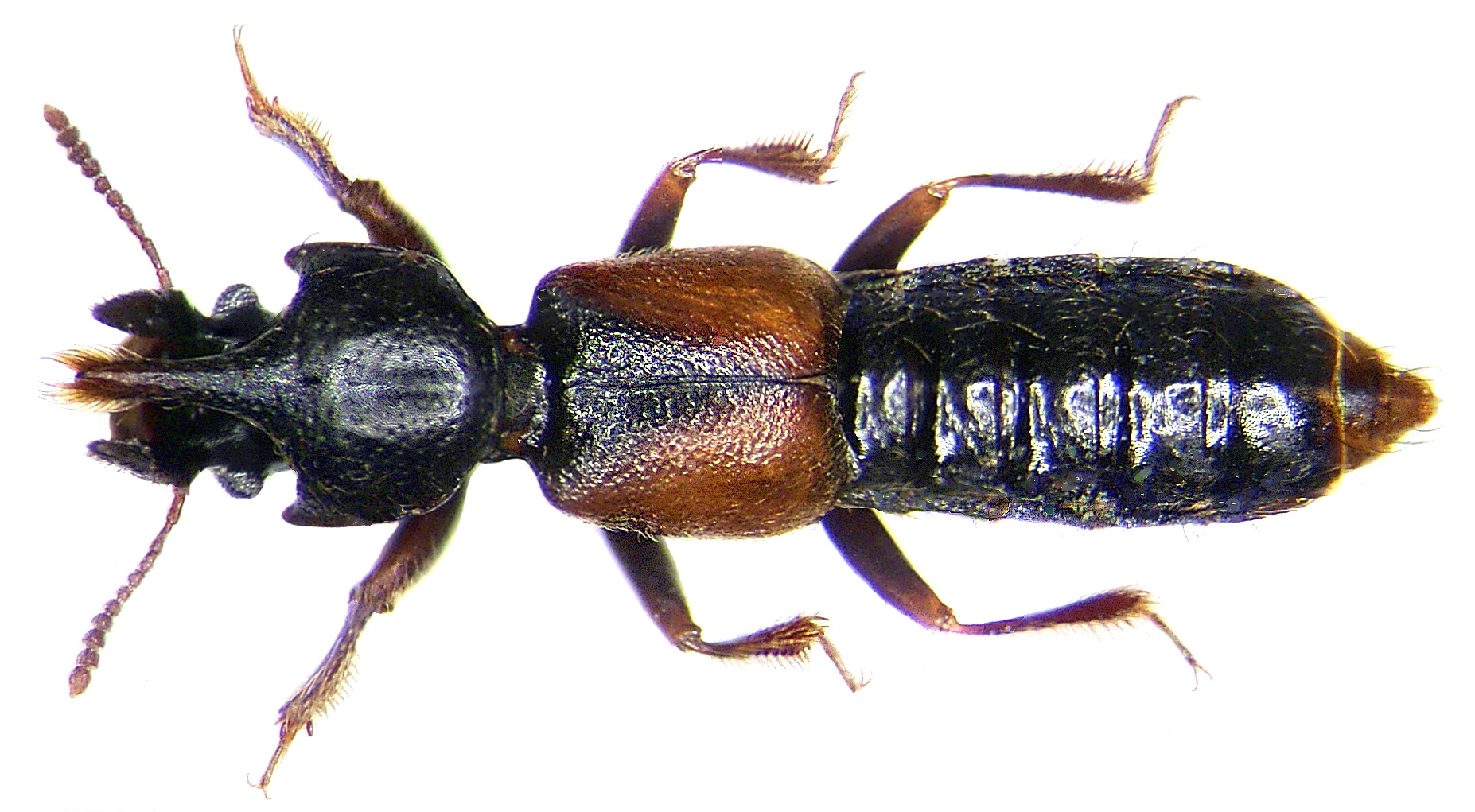
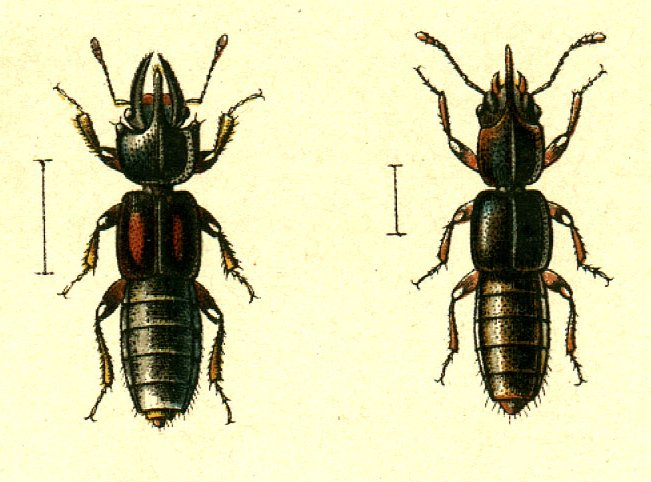